# Dick Mehen
Richard Peter Mehen, detto Dick (Wheeling, 20 maggio 1922 – Westlake, 14 dicembre 1986), è stato un cestista statunitense, professionista nella NBL e nella NBA.
Era il fratello di Bernie Mehen.

## Palmarès
- All-NBL First Team (1949)